# Мойнаки (грязелечебница)
Грязелечебница «Мойнаки» — лечебное учреждение в г. Евпатория, существовавшее с 1886 по 2011 год.

## История

### До революции
Целебные свойства грязей северо-западного Крыма известны с глубокой древности. Существуют упоминания у античных авторов — Геродот (V в. до н. э.), Плиний Старший (I в. н. э.), Клавдий Птолемей (II в. н. э.). В средневековый период грязелечением занималось в основном мусульманское духовенство, приписывая успехи лечения священной воле Аллаха.
После присоединения Крыма к России лечебные грязи крымских озёр (особенно Сакского) привлекли внимание ученых. В 1807 году французский химик Дессер произвел первый анализ сакской грязи, а доктор Ланг в 1814 году описал её свойства, перечислил болезни, от которых она может исцелить, дал рекомендации, как пользоваться грязью и какие меры предосторожности надо при этом соблюдать.
В 1827 году в Саки приехал евпаторийский врач С. Н. Оже, который стал вести медицинские наблюдения за грязелечением. Так было положено начало сакскому курорту.
Слава целебной грязи Сакского озера способствовала возникновению грязелечения в соседней Евпатории. В 1874 году сторож соляного промысла Мойнакского озера Павел Платонович Пугачев впервые начал применять грязь с лечебной целью, полагаясь при этом исключительно на свой здравый смысл. Он построил на берегу озера примитивную грязелечебницу и стал за небольшую плату лечить больных. Лечебница представляла собой обнесенную плетнем площадку, которая располагалась на береговой отмели. Грязь подогревали на циновках из соломы, а затем накладывали на больные места пациентов.

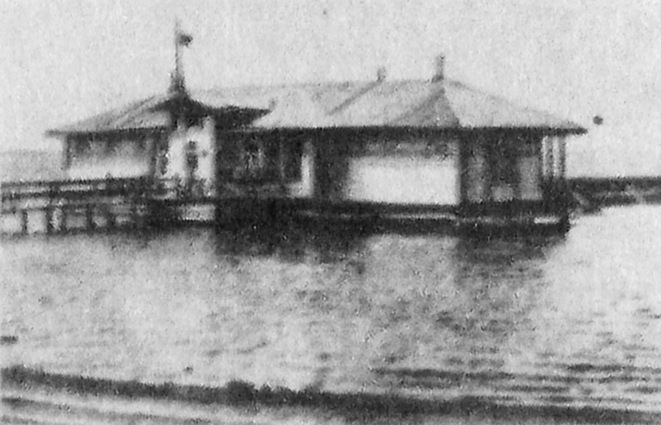
Озеро Мойнаки. Грязелечебница «Мойнаки»

После грязевой ванны больных вели в дощатый сарай, примыкавший к грязевой площадке, где обливали рапой из озера. Эта первая кустарная грязелечебница существовала до 1917 года и пользовалась популярностью, особенно среди малоимущего населения.
Долгое время грязевые ванны принимались самостоятельно, без всякого врачебного наблюдения. Лишь начиная с 1884 года городская управа командировала на сезон фельдшера, которому предписано было отпускать ванны по указанию врачей.

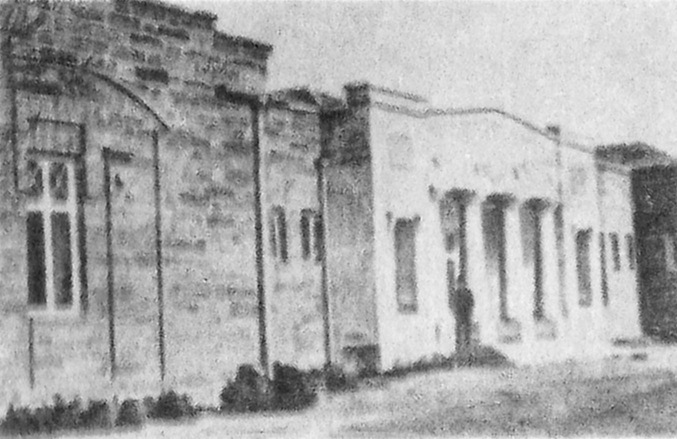
Грязелечебница «Мойнаки»

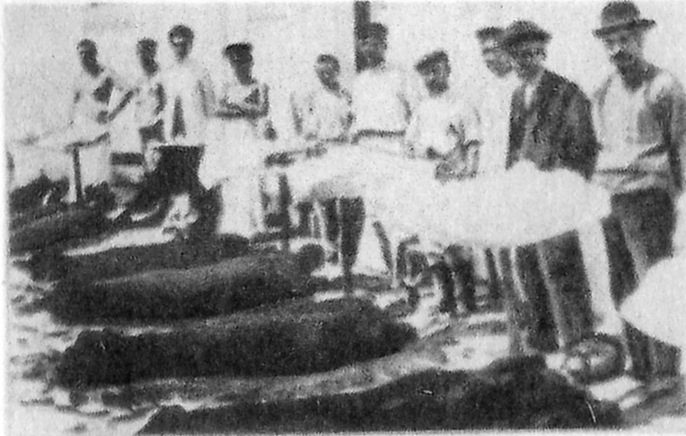
Грязелечение

В это же время у местных врачей С. И. Ходжаша и С. П. Цеценовского зарождается мысль о создании в Евпатории грязелечебницы, подобной сакской. Взяв в аренду на 40 лет Мойнакское озеро, они в 1886 году построили лечебницу по проекту архитектора Бернардацци. Начали с водолечения, в 1887 году стали отпускать грязевые процедуры. Грязелечебница состояла из двух отделений: мужского и женского. Каждое из них располагало общим помещением на 10 мест: 10 ванн в ванной комнате и 10 кроватей в потельной, куда отправлялись пациенты после грязевой процедуры. Были также отдельные номера на двоих. Всего в грязелечебнице насчитывалось 30 ванн и 40 кроватей для потения. С увеличением числа больных грязелечебница постепенно расширялась и к 1905 году одновременно помещала до 180 человек. Она работала сезонно — с 20 мая по 20 августа, курс лечения продолжался от 3 до 4 недель.
Воспользоваться услугами лечебницы могли только люди состоятельные — плата за лечение равнялась среднему годовому жалованью рабочего.

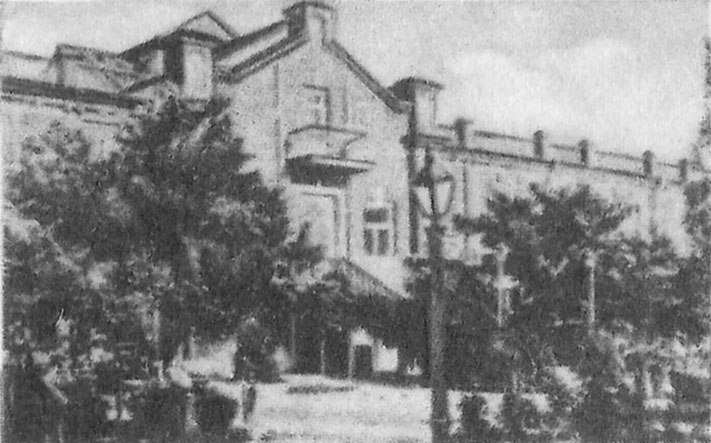
Гостиница «Мойнаки»

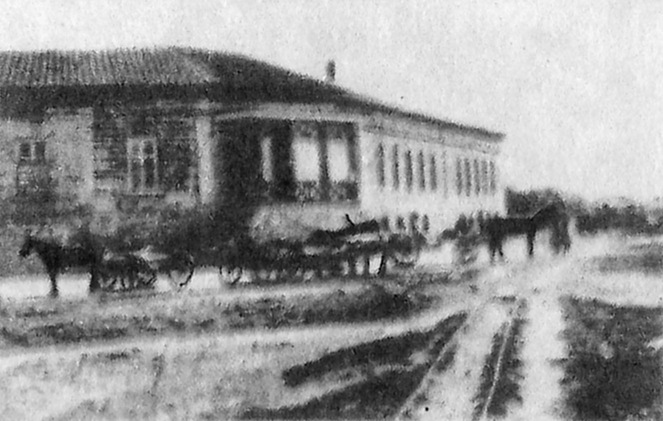
Грязелечебница «Мойнаки»

В этом заведении грязелечение впервые было поставлено под врачебный контроль. Поэтому 1887 год в связи с открытием грязелечебницы «Мойнаки» считается годом официального начала грязелечения в Евпатории. Известность мойнакских грязей настолько возросла, что «высочайшим указом» от 3 февраля 1897 года озеро было признано имеющим общественное значение и отдано под охрану от порчи и истощения. Увеличение числа приезжих способствовало открытию при грязелечебнице в 1898 году гостиницы на 44 номера.
Научная работа в лечебнице практически отсутствовала. Лечебница отличалась от примитивной пугачевской лишь построенными по последнему слову медицинской науки площадками и врачебным наблюдением за больными. Сами методы лечения были выработаны врачами-грязевиками эмпирическим путём, без какого-либо обоснования.
Мало известен факт, что в 1957 году король Афганистана посетил Евпаторию. По совету Николая II его мать, королева Мах Парвар Бегум, в 1910-х годах лечилась в грязелечебнице «Мойнаки».
На территории гостиницы Мойнакской лечебницы в СССР был создан санаторий "Родина".

### СССР
После окончания гражданской войны здание грязелечебницы было разрушено, озеро загрязнено. Было очевидно, что восстановительных мер недостаточно. 7 ноября 1927 года, в честь 10-летия Великого Октября, была заложена новая грязелечебница. В 1931 году она вступила в строй и стала одной из самых крупных в стране. В 1934 году здесь побывало на лечении около 21 тысячи человек, а в 1940 году — уже 50 тысяч человек.
Во время Великой Отечественной войны грязелечебница сильно пострадала. В грязелечебнице размещался немецкий завод по ремонту танков. Оккупанты вывезли из Сакского и Мойнакского озёр огромное количество лечебной грязи. Немецкая железнодорожная ветка пролежала у озера ещё почти тридцать лет. До сих пор вывезенная грязь хранится в Альпах, в специально вырубленных ваннах; поддерживается её микрофлора, делаются выжимки. Полгода спустя после освобождения города принимала первых пациентов — раненых бойцов. В 1949—1953 годах правительство выделило около 13 миллионов рублей на дальнейшее её расширение, осуществляется генеральная реконструкция грязелечебницы. Приведено в порядок грязевое хозяйство. Построено 36 бассейнов, ёмкость в 760 тонн лечебной грязи. Уложено много путей узкоколейной железной дороги.

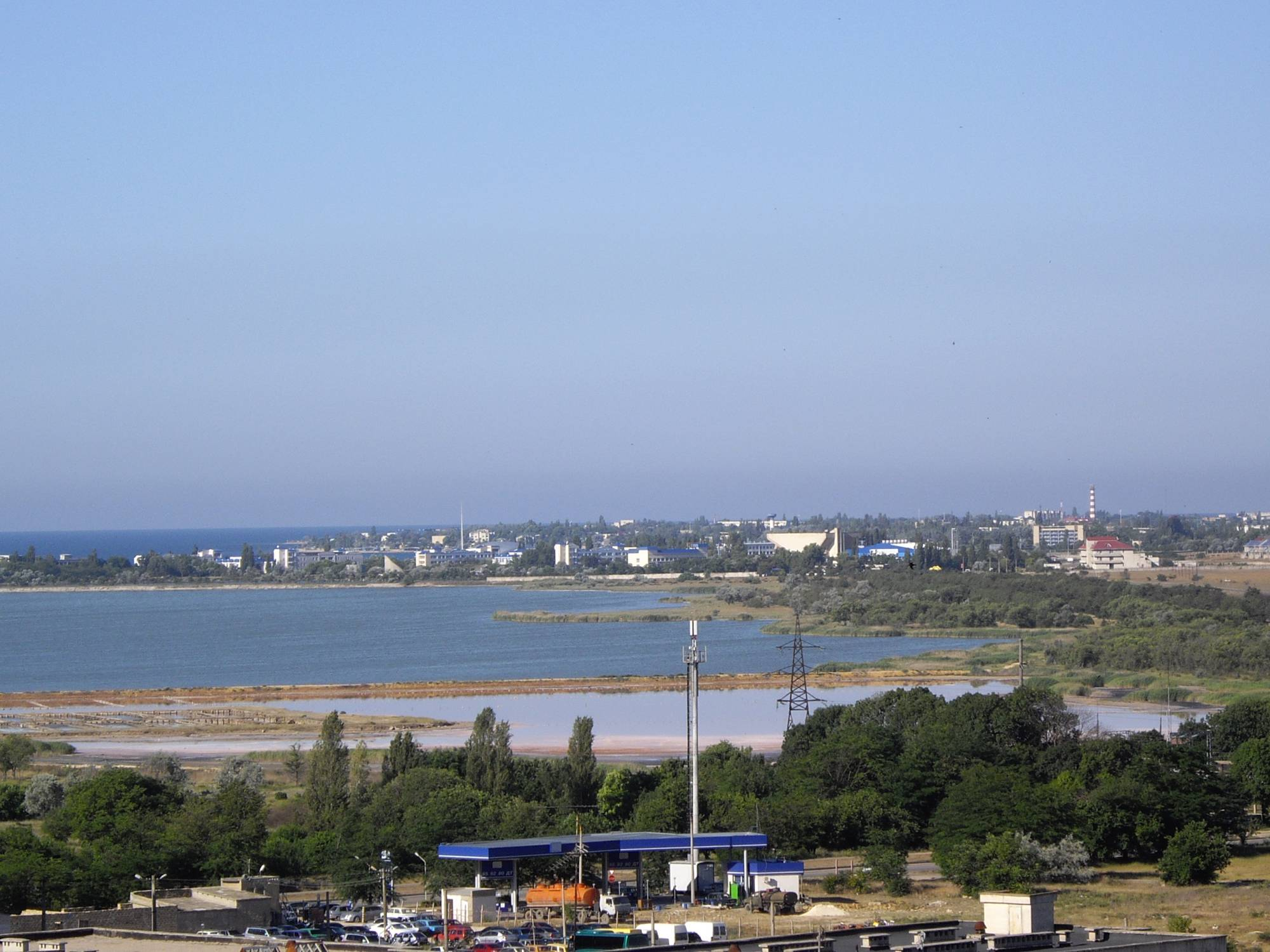
На переднем плане технологическая часть озера Мойнаки

Многие процедуры были механизированы. В специальных самоопрокидывающихся вагонетках по узкоколейной рельсовой дороге подавалась из озера грязь. Нагревали её в специальных гряземешалках. Тонна грязи нагревалась за 5—7 минут до +50—55 °C, затем выпускалась в железный бункер, подвешенный к электротельферу и по монорельсу подавалась в кабины. Отработанную грязь вывозили на вагонетках в технологическую часть озера в один из освободившихся бассейнов, где заливали озерной рапой; за год происходила её полная регенерация. Общие запасы бассейновой грязи составляли 25 000 тонн.
В водогрязелечебнице были оборудованы врачебные кабинеты, химическая, биотелеметрическая и радоновая лаборатории. Кроме грязевых ванн, больные смогли получать ванны рапные, радоновые, сероводородные, углекислые, субаквальные, термальные, жемчужные, йодобромные, углекисло-сероводородные, газогрязевые. А также гидромассаж и пневмогидромассаж, индуктотермогальваногрязелечение.
В 1959 году на территории грязелечебницы гидрогеологи бурили скважину, с глубины 960 метров хлынула горячая вода с температурой +39 °C. Это была минеральная вода, получившая позже название «Мойнаки». Химический анализ показал, что мойнакская минеральная относится к хлоридно-натриевым слабощелочной реакции со средней минерализацией.
В холле грязелечебницы размещалось панно сделанное художником Юрием Белкиным.

### Украина
Было запущенно грязевое хозяйство, заброшены грязевые бассейны и узкоколейная дорога. Грязь стали привозить из Сакского озера. Собственник «Укрпрофздравница» в 2011 году собирался продать грязелечебницу. Городской голова Евпатории заявил о намерении передачи грязелечебницы или в коммунальную, или в государственную, или в республиканскую собственность, чтобы сохранить специализацию этого уникального объекта. В январе 2012 года Евпаторийский горсовет представил проект застройки прибрежной зоны озера коттеджами и многоэтажными жилыми домами. По мнению инициативной группы по спасению озера, «тогда озеру придет конец». В 2011 году грязелечебница была закрыта. Здание разграблено.

### Российская Федерация

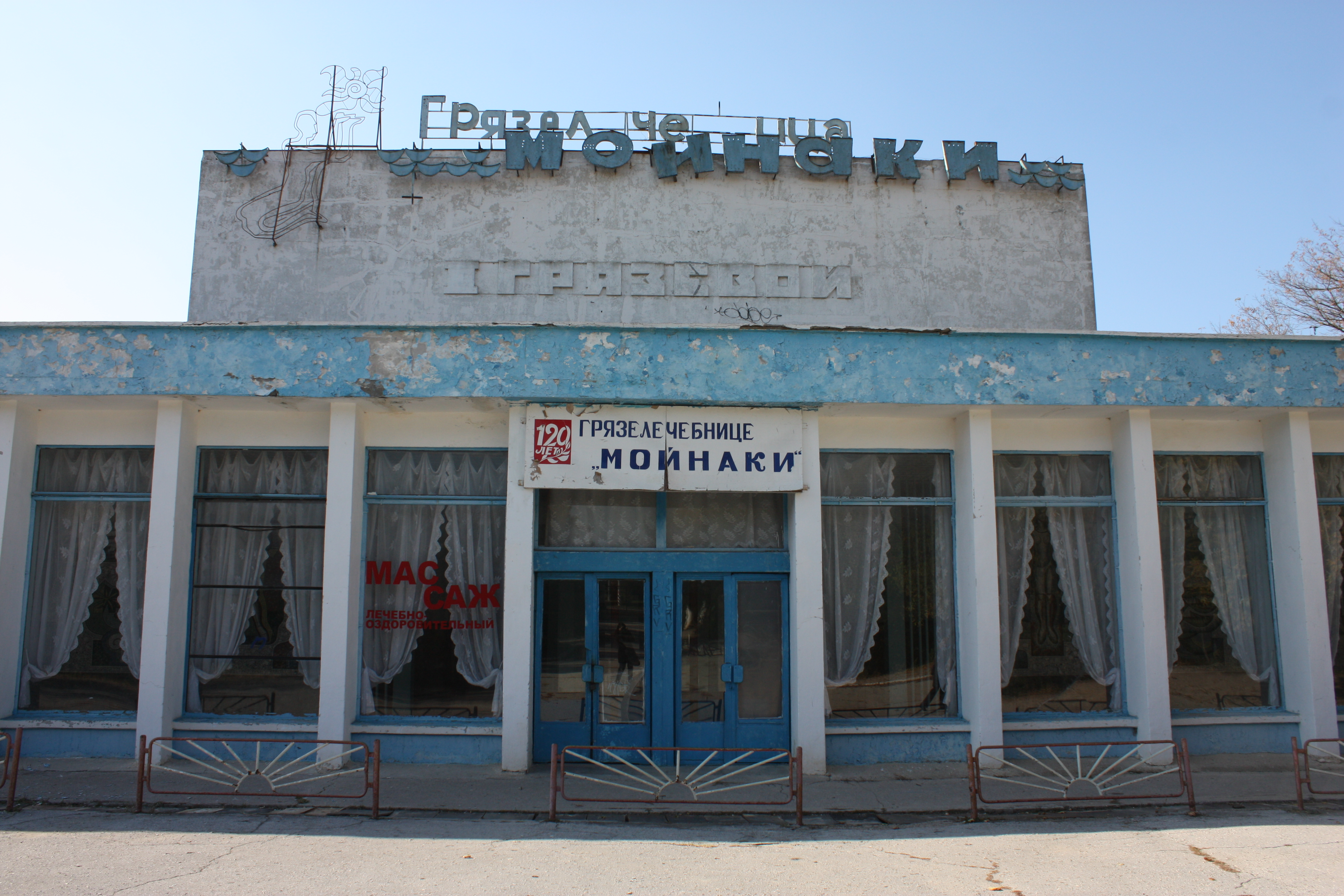
грязелечебница Мойнаки, 2016 год

Часть зданий грязелечебницы имеют историко-архитектурную ценность и в Российской федерации являются объектами культурного наследия регионального значения:
- Гостиница Мойнакской грязелечебницы (архитектор А. О. Бернардацци), 1894, ул. Франко, 30, литер «А», корпус № 1  Объект культурного наследия народов РФ регионального значения. Рег. № 911710948340005 (ЕГРОКН)

Министр курортов и туризма Республики Крым Сергей Стрельбицкий в июле 2015 года заявил, что «восстановление грязелечебницы „Мойнаки“ является приоритетным не только для Евпатории, но и для всего Западного Крыма».
С 2023 года на территории грязелечебницы строится детский реабилитационный центр Минздрава России . Грязевой корпус грязелечебницы был демонтирован.

## Лечение
Грязелечение:
Болезни опорно-двигательного аппарата; ревматизм (не ранее, чем через 6—7 месяцев после острой атаки); хронический ревматоидный полиартрит; инфекционные и неспецифические полиартриты; дистрофические (неинфекционные) полиартриты; остаточные явления после травм суставов; остеомиелиты; заболевания мочеполовой системы у мужчин; заболевания женских половых органов, в том числе хронические воспалительные процессы и бесплодие; спастические запоры; хронические гепатохолециститы; спаечные процессы. Многие заболевания и последствия травм периферической нервной системы, особенно: радикулиты, плекситы, полиневриты, невриты — инфекционные, ревматические, на почве отравлений; последствия полиомиелита у детей.
Солнцегрязевые процедуры и купания в лимане показаны:
При многих формах заболеваний суставов, мышц, сухожилий; воспалительных, функциональных и травматических заболеваниях периферической и центральной нервной системы; при заболеваниях органов брюшной полости, болезнях лимфатических желез, колеи, воспалительных процессах в придаточных полостях носа и др.
Минеральная вода:
Минеральную воду «Мойнаки» используют при лечении желудочно-кишечных заболеваний (хронический гастрит, язвенная болезнь желудка и двенадцатиперстной кишки, хронический колит), хронических заболеваний печени, желчных путей и других заболеваний. Используется в виде ванн, душа, бассейна с минеральной водой. Улучшает деятельность сердца и кровеносных сосудов, нормализует общее состояние организма, прежде всего, нервной системы. Положительно действует она на все органы пищеварения, улучшает секреторную, моторную и всасывательную функции желудка и кишечника. Вовнутрь употребляется при хронических гастритах, гастродуоденитах, при функциональных расстройствах двигательной и секреторной функций кишечника (атонические и спастические запоры), хронических колитах, хронических заболеваниях печени и желчных путей и др.
Применяется в виде ванн и для подводного массажа при лечении (в комплексе с другими методами) заболеваний
опорно-двигательного аппарата. Используют её для промывания желудка, общих ванн, подводных промываний толстого кишечника и кишечных орошений. Общие и местные ванны с термальной водой положительно сказываются при лечении заболеваний опорно-двигательного аппарата, артритах и полиартритах, нейромиозитах, заболеваниях периферической нервной системы и многих других.